# Georg Rudolph Wolter Kymmell (1930)
Georg Rudolph Wolter Kymmell (Rotterdam, 28 augustus 1930 - Bloemendaal, 18 januari 2022) was een Nederlandse burgemeester van de VVD.

## Leven en werk
Ir. Kymmell is een zoon van de rechter van de arrondissementsrechtbank van Rotterdam mr. Georg Rudolph Wolter Kymmell en Elizabeth Reina Johanna van Geuns. Hij studeerde aan de Technische Hogeschool Delft. Na zijn studie was hij werkzaam bij de afdeling werktuigbouwkunde van de Technische Hogeschool Eindhoven. Hij publiceerde onder meer samen met collega's over tandwieloverbrengingen. Ook ontwikkelde hij een bladomslagapparaat voor gehandicapten. Hij is enkele jaren wethouder in Waalre geweest voor zijn benoeming in 1981 tot burgemeester van Zuidlaren. Deze functie vervulde hij tot 1990. Tijdens zijn burgemeesterschap van Zuidlaren brandde in februari 1986 de Prins Bernhardhoeve af, juist op de dag dat noordelijke vakbeurs voor de horeca er van start zou gaan. Kymmell noemde deze brand van het in die tijd derde beurscentrum van Nederland (na de Jaarbeurs Utrecht en de RAI Amsterdam) een zwarte dag voor zijn gemeente.
Kymmell overleed op 18 januari 2022 in zijn woonplaats Bloemendaal. 